# Defrag (commande)
defrag est une commande MS-DOS permettant de localiser et consolider les fichiers fragmentés sur des volumes locaux pour améliorer les performances du système.

## Sources & Références
1. ↑  « Defrag », sur technet.microsoft.com (consulté le 31 janvier 2018)